# 北央信用組合

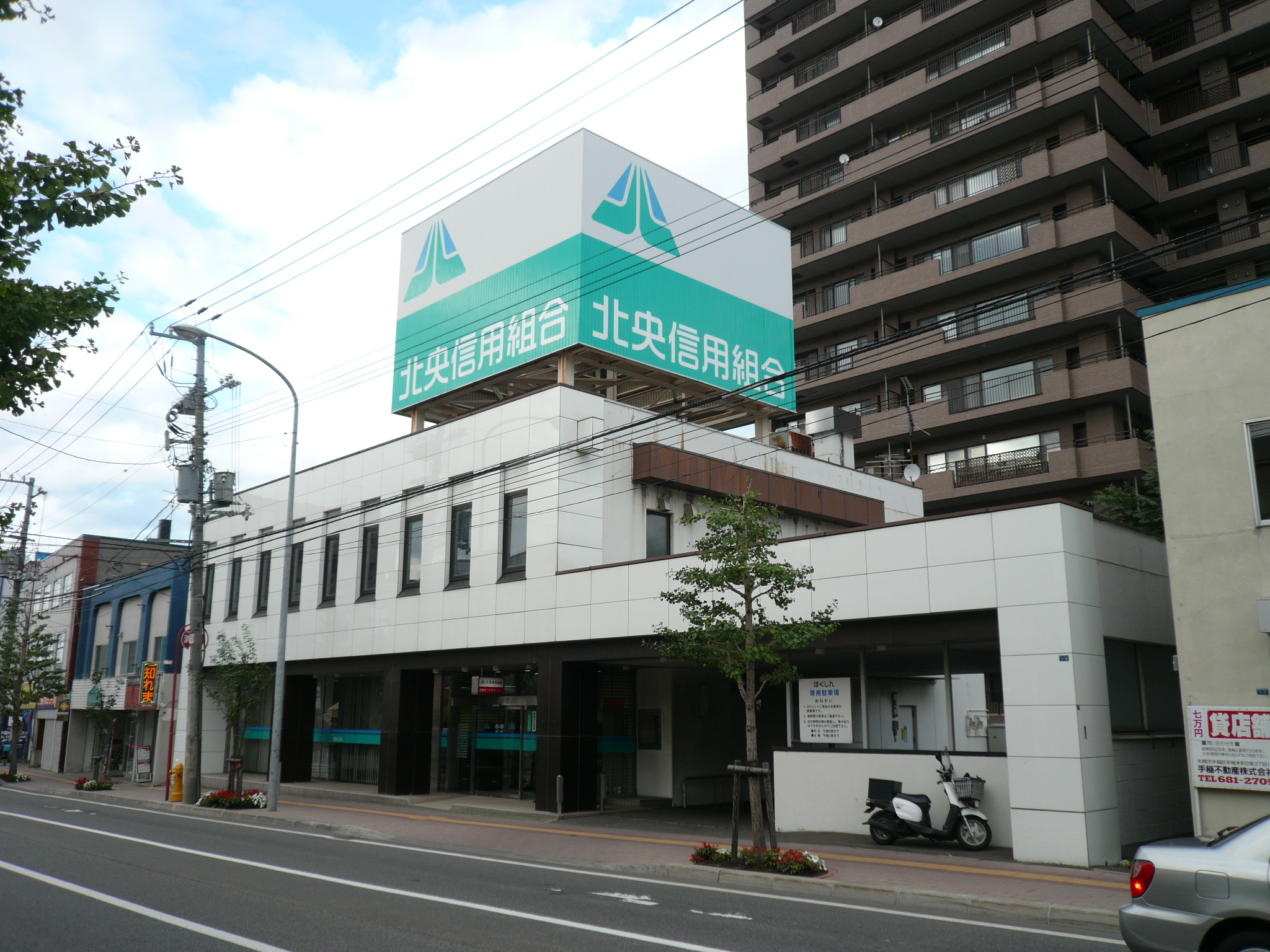
手稲支店（2012年9月）

北央信用組合（ほくおうしんようくみあい）は、北海道札幌市中央区に本店を置く、北海道内最大規模の信用組合。通称「ほくしん」。

## 概要
1952年（昭和27年）に中小企業等協同組合法に基づき札幌専売信用組合として設立された。札幌専売信用組合は1971年（昭和46年）10月から「せんしん」の略称を用いていた。
1982年（昭和57年）に名称を「専和信用組合」に変更。
1999年（平成11年）11月に千歳信用組合と共同信用組合が経営破綻した後、札幌市の専和信用組合が両組合の事業を譲り受ける形で合併し、同年12月13日に「北央信用組合」として発足した（同時に略称を「ほくしん」とした）。
道内にかつて存在した8組合（網走・千歳・共同・旭川商工・小樽商工・室蘭商工・道央・北海商銀）のうち、4組合を統合しており、北海道内最大の信用組合となっている。
ATMでは、しんくみ お得ねっと提携信用組合のカードによる出金は自組合扱いとなる。なお、当組合のATMは平日のみの稼働である。セブン銀行とは非提携のため、当信用組合のキャッシュカードはセブン銀行ATMで利用出来ない。一方で北海道銀行とは出入金とも相互無料提携を行っており、2024年7月よりセイコーマートに設置されている「道民のATM」も同様に利用できる。

## 沿革[3]
- 1952年（昭和27年）11月 - 札幌専売信用組合として札幌市で発足。
- 1971年（昭和46年）10月 - 略称「せんしん」を制定。
- 1982年（昭和57年）8月 - 専和信用組合に名称変更。
- 1999年（平成11年）12月 - 千歳信用組合・共同信用組合の事業を譲受、新たな名称を北央信用組合（略称：ほくしん）とする。
- 2002年（平成14年）5月 - 破綻を表明した旭川商工信用組合の事業を譲受。
- 2006年（平成18年）2月 - 不採算となっていた室蘭商工信用組合[注 1]の苫小牧地区事業を譲受。
- 2018年（平成30年）10月- 北海道銀行とのATM相互無料提携開始[6]。
- 2021年（令和3年）1月4日 - 同日以降に新規開設された口座について、未利用口座管理手数料を設定[7]。
- 2024年（令和6年）1月10日 - 2020年12月31日以前に新規開設された口座についても、未利用口座管理手数料を設定[8]。